# فهد الخضير
فهد إبراهيم الخضير (؟ - 23 يوليو 2017)، رئيس هيئة الأمر بالمعروف والنهي عن المنكر في الخبراء في منطقة القصيم.

## التفاصيل والتحقيقات الأولية
في يوم 23 يوليو 2017 فجرًا شب حريق في ملحق منزله في الخبراء في منطقة القصيم حسب ما أكدته عدة مصادر، وقد قامت الجهات الأمنية بفتح تحقيق في الحريق الذي شب وذلك لاحتمال وجود شبهة جنائية حسب ما أوضحته نفس المصادر وكانت فرق الدفاع المدني قد عثرت على جثة الضحية في ملحق منزله بعد إطفاء الحريق وقد تم العثور على آثار لطلق ناري بعد إستدعاء الجهات المختصة. وقال بعض المقربين من أسرة القتيل، إن الحادث وقع عند الثالثة فجر الأحد؛ حيث سمع صوت غريب داخل ملحق سكنه بالخبراء عندما كان نائمًا، وبعد ذلك بدقائق اشتعلت النيران في السكن وأضاف المقربون أن مفتاح غرفته قد إختفى من مسرح الجريمة.

## القبض على الفاعل
في يوم الجمعة 4 أغسطس 2017 أعلنت شرطة منطقة القصيم عن القبض على الجاني وهو يبلغ 17 سنة ويعتبر من أفراد أسرة المجني عليه ولذلك بعد التحريات وجمع الأدلة وقد إعترف الجاني بفعلته وأكملت الشرطة الإجراءات اللازمة بحقه.

## مقتله
قتل في يوم 23 يوليو 2017 في منزله في الخبراء في منطقة القصيم، ولقد هزت حادثة مقتله المجتمع في السعودية.

## ردود الفعل بعد مقتله
- نعى رجل الأعمال السعودي خالد الراجحي على حسابه في تويتر قائلًا: “بقلوب مطمئنة، انتقل إلى رحمة الله تعالى فجر اليوم، زوج أختي فهد الخضير أبو عزام، رحمك الله وأسكنك فسيح جناته وألهمنا وأهلك الصبر والسلوان”.[6]
- أنشأ مغردون في تويتر هاشتاغ بعنوان #مقتل_رئيس_هيئة_الخبراء عبرو فيه عن حزنهم.[7]